# Фотографический желатин

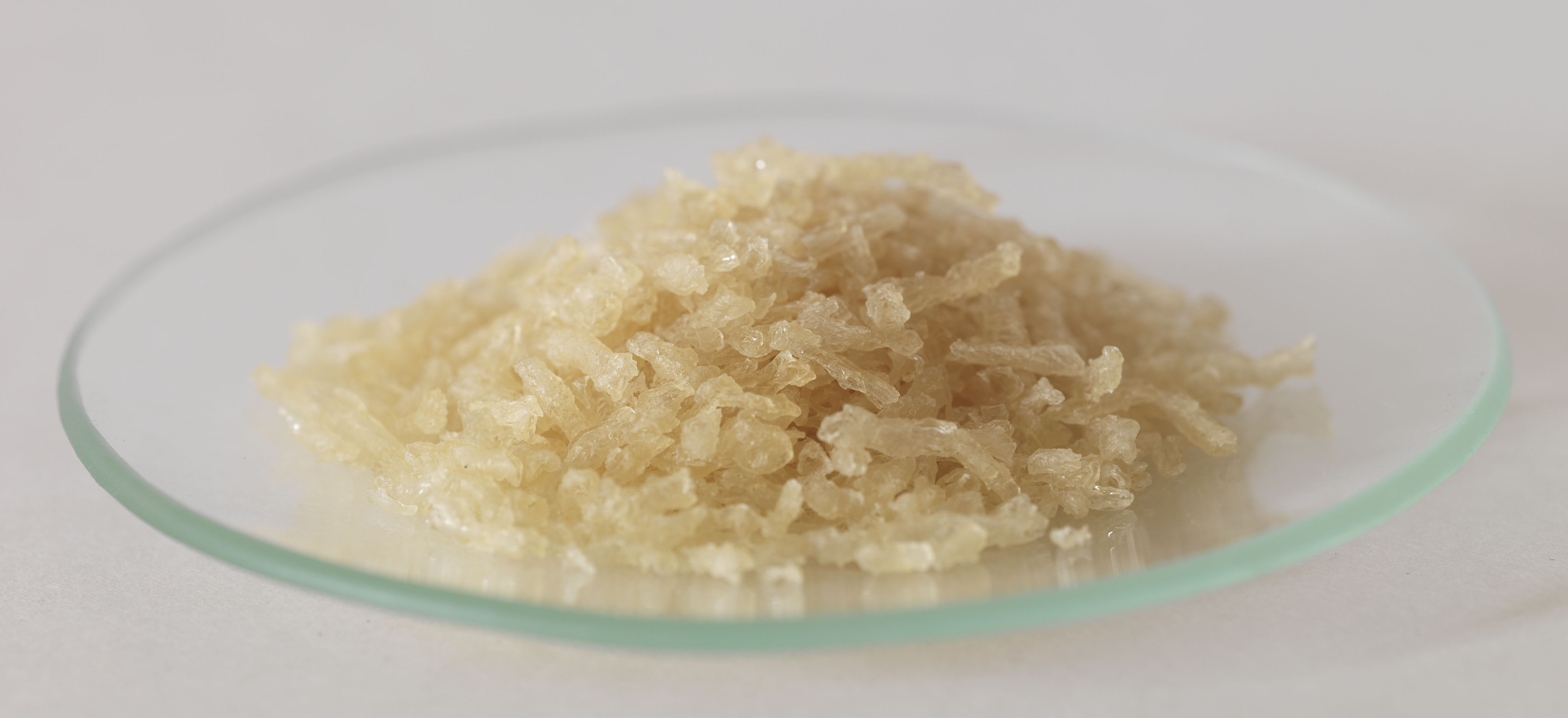
Фотографический желатин, активный, высоковязкий, марка А

Фотографи́ческий желати́н — высшие сорта специально обработанного желатина, используемые в  желатиносеребряном фотопроцессе. Является одним из важнейших компонентов фотоэмульсии, а также применяется в качестве связующих и защитных покрытий различных фотоматериалов.
Фотографический желатин при его использовании в фотоэмульсии выполняет три важнейшие функции: удержание светочувствительного галогенида серебра во взвешенном состоянии на подложке фотоматериала, изоляция микрокристаллов галогенида друг от друга во время синтеза эмульсии и увеличение светочувствительности за счёт фотографически активных примесей. Последняя из функций считается важнейшей, и не доступна ни одному из известных синтетических полимеров.
Механизм фотографической активности очень сложен и зависит от множества факторов, включая качество и происхождение использованного сырья, главным образом животных костей. По активности желатин делят на высокоактивный, малоактивный и инертный. Непредсказуемость фотографической активности желатина приводила к многократным попыткам заменить его аналогичным синтетическим полимером, которые так и не привели к успеху.
Для получения стабильных свойств фотоэмульсии желатин для неё варят при строгом соблюдении технологии и состава сырья, но даже в этом случае разные партии могут значительно отличаться друг от друга свойствами. Поэтому желатин, полученный во время разных варок, хранят отдельно и комплектуют в укрупнённые партии.